# Ingravitto
Ingravitto es el cuarto álbum de estudio del cantante español Macaco, lanzado el 3 de abril de 2006 bajo el sello discográfico EMI. Este disco se caracteriza por una fusión de ritmos que incluyen rumba catalana, reggae, hip hop, música electrónica y ritmos africanos, consolidando a Macaco como una referencia de la "fusión sin confusión" en la música contemporánea.

## Antecedentes
Antes de Ingravitto, Macaco ya había lanzado tres álbumes. Estos trabajos le dieron al grupo una proyección internacional significativa, llevándolos a girar por Europa, América del Sur y Asia. Con este cuarto disco, Macaco buscó consolidar su sonido y llevar su mensaje aún más lejos, con un estilo más maduro y enfocado en la esencia de las canciones.
Ingravitto fue bien recibido tanto por la crítica como por el público. La crítica destacó su capacidad para mezclar estilos diversos de manera coherente y su mensaje optimista y socialmente consciente. Comercialmente, el álbum logró un éxito notable, alcanzando una amplia difusión en mercados internacionales como Italia, Brasil y Japón.

### Composición y Letra
Ingravitto contiene 14 temas que abordan una amplia gama de temáticas, desde la conciencia ambiental hasta la celebración de la diversidad cultural. Dani "Macaco" Carbonell describió este álbum como "potente, moderno y atemporal", destacando por su posición crítica y reivindicativa, aunque siempre desde un enfoque positivo.

## Lista de canciones
1. Intro Ingravitto
2. Con La Mano Levantá
3. Mama Tierra
4. Crece La Voz (con Muchachito Bombo Infierno)
5. Brazil 3000 (con B Negão y Nazão Zumbi)
6. Somos Luz (con La Mari de Chambao)
7. Fast Lane
8. Sideral
9. Como El Agua Cale
10. Bajo Un Mismo Sol
11. Hilo Y Aguja
12. Son Son
13. Las Luces De La Ciudad (con Caparezza)
14. Paya

## Certificaciones
| País   | Organismo certificador | Certificación | Ventas | Ref.  |
| ------ | ---------------------- | ------------- | ------ | ----- |
| España | PROMUSICAE             | 1× Oro        | 40,000 | [ 4 ] |

## Posicionamiento en las Listas
| País                | Mejor Posición | Nº semanas en listas |
| ------------------- | -------------- | -------------------- |
| España (PROMUSICAE) | 28             | 38                   |